# NGC 4250
NGC 4250 (другие обозначения — UGC 7329, MCG 12-12-5, ZWG 335.9, 7ZW 447, IRAS12150+7105, PGC 39414) — линзовидная галактика в созвездии Дракона. Открыта Уильямом Гершелем в 1793 году.
Полный морфологический тип галактики записывается как (R1)SAB(rl,nl!)0+. Она выделяется среди других галактик наличием ядерной линзы с высокой поверхностной яркостью. Угловой размер структуры составляет 16 секунд дуги, что на расстоянии до галактики в 29,4 мегапарсека соответствует линейному размеру 2,4 килопарсека, что типично для ядерных линз и больше, чем в среднем наблюдается у ядерных колец. Также наблюдается очень тусклое, немного вытянутое внешнее кольцо, видимая форма которого показывает, что наклон галактики к картинной плоскости не превышает 30°.
Этот объект входит в число перечисленных в оригинальной редакции «Нового общего каталога».